# Канаранг

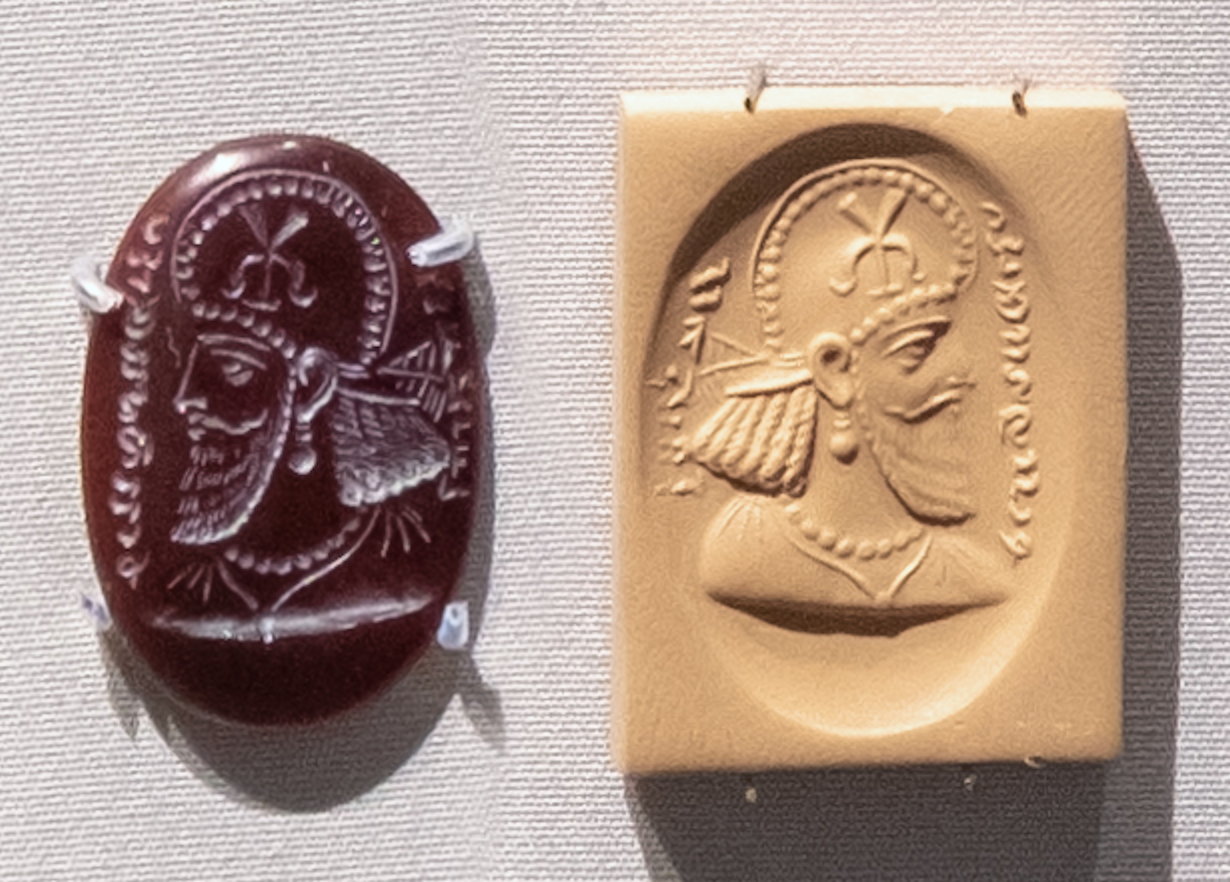
Сасанидская печать с надписью на пехлевийском языке: «Перозхормизд, сын Канаранга». «Канаранг» был военным командующим Сасанидов Абаршархра. Его кулаф по краю украшен жемчугом. Название засвидетельствовано с V века н. э. Британский музей, 134847.

Канаранг (перс. کنارنگ‎) — единственный титул в сасанидской армии, присуждаемый командующему северо-восточной пограничной провинции империи Сасанидов Абаршахр (в которую входят города Тус, Нишапур и Абивард). В византийских источниках он указывается как канарангес (греч. χαναραγγης) и часто используется, например, Прокопием, вместо настоящего имени владельца.
Должность носила, видимо, изначально более военный, чем административный характер, и обозначала правителя востока Ирана — форпоста против кушанов и эфталитов. В последней четверти III века резиденцией канаранга был Мерв. Впоследствии титул носил правитель Апаршахра с резиденцией в Нишапуре.
Название использовалось вместо более обычного марзпана, который несли другие персидские пограничники. Как и другие марзпаны, эта должность передавалась по наследству. Первая семья, носившая этот титул (Канарангская семья), была отмечена во время правления Йездегерда I (годы правления 399—421), но происходила она из досасанидской, скорее всего, парфянской династии. Они имели высокую репутацию и пользовались большим авторитетом в северо-восточных пограничных государствах империи Сасанидов, что нашло отражение в их знаменитом описании в «Шахнаме» великого персидского поэта Фирдоуси.
Семья действовала до самого конца империи Сасанидов. Человек по имени Канара, известный из арабских источников, командовал персидской лёгкой кавалерией в решающей битве при Кадисии, и сообщается, что его сын, Шахрияр бин Канара, яростно сражался, прежде чем был убит. Позже семья была отмечена как помощник в мусульманском завоевании Хорасана Абдаллахом ибн Амиром и получила право держать под своим контролем провинцию Тус и половину провинции Нишапур.

## Известные обладатели титула
- Гушнаспадад, командовал в 484—488 гг.[7]
- Адургунбад, командовал в 488—541[8]
- Бахрам, командовал в 541 г.[9]
- Канадбак, командовал в 628—652